# جين كينيدي سميث
جين كينيدي سميث (بالإنجليزية: Jean Kennedy Smith)‏ (و. 1928 – 2020) ، هي دبلوماسية من الولايات المتحدة الأمريكية. شغلت منصب سفيرة الولايات المتحدة لدى جمهورية أيرلندا في الفترة 24 يونيو 1993 – 17 سبتمبر 1998.
توفيت يوم 17 يونيو 2020 في مدينة نيويورك عن عمر 92 سنة.

## روابط خارجية
- جين كينيدي سميث على موقع IMDb (الإنجليزية)
- جين كينيدي سميث على موقع إن إن دي بي (الإنجليزية)